# Cézallier
Cézallier este o arie protejată (sit de importanță comunitară — SCI) din Franța întinsă pe o suprafață de 2.170 ha, integral pe uscat.

## Localizare
Centrul sitului Cézallier este situat la coordonatele 45°25′25″N 2°53′40″E / 45.42361°N 2.89444°E.

## Înființare
Situl Cézallier a fost declarat arie specială de conservare în baza directivei 92/43 din 1992 referitoare la conservarea habitatelor naturale și a faunei și florei sălbatice pentru a proteja 5 specii de plante și 3 specii de animale.

## Biodiversitate
Situată în ecoregiunea continentală, aria protejată conține 13 habitate naturale: Pajiști uscate europene, Formațiuni montane de Cytisus purgans, Formațiuni ierboase bogate în specii de Nardus, dezvoltate pe substraturi silicioase în zone montane (și în zone submontane, în Europa continentală), Liziere de ierburi înalte hidrofile de câmpie și de nivel montan până la alpin, Turbării active, Roci stâncoase cu vegetație pionieră de Sedo-Scleranthion sau Sedo albi-Veronicion dillenii, Mlaștini împădurite, Păduri de fag acidofile atlantice, cu subarboret de Ilex și, uneori, de asemenea, Taxus, la nivelul arbuștilor (Quercion robori-petraeae sau Ilici-Fagenion), Pajiști cu Molinia pe soluri calcaroase, turboase sau argilos-nămoloase (Molinion caeruleae), Mlaștini turboase de tranziție și turbării mișcătoare, Ape stătătoare oligotrofe până la mezotrofe, cu vegetație de Littorelletea uniflorae și/sau de Isoëto-Nanojuncetea, Fânețe montane, Mlaștini oligotrofe degradate, capabile încă de regenerare naturală.
La baza desemnării sitului se află mai multe specii protejate:
- plante (5): Buxbaumia viridis, Hamatocaulis vernicosus, curechi de munte (Ligularia sibirica), Luronium natans, Orthotrichum rogeri
- mamifere (1): vidră de râu (Lutra lutra)
- nevertebrate (2): fluturele auriu (Euphydryas aurinia), Lycaena helle

Pe lângă speciile protejate, pe teritoriul sitului au mai fost identificate 24 de specii de plante, 5 specii de păsări, 2 specii de amfibieni, 4 specii de mamifere, 12 specii de nevertebrate, 2 specii de reptile.